# Laichausschlag

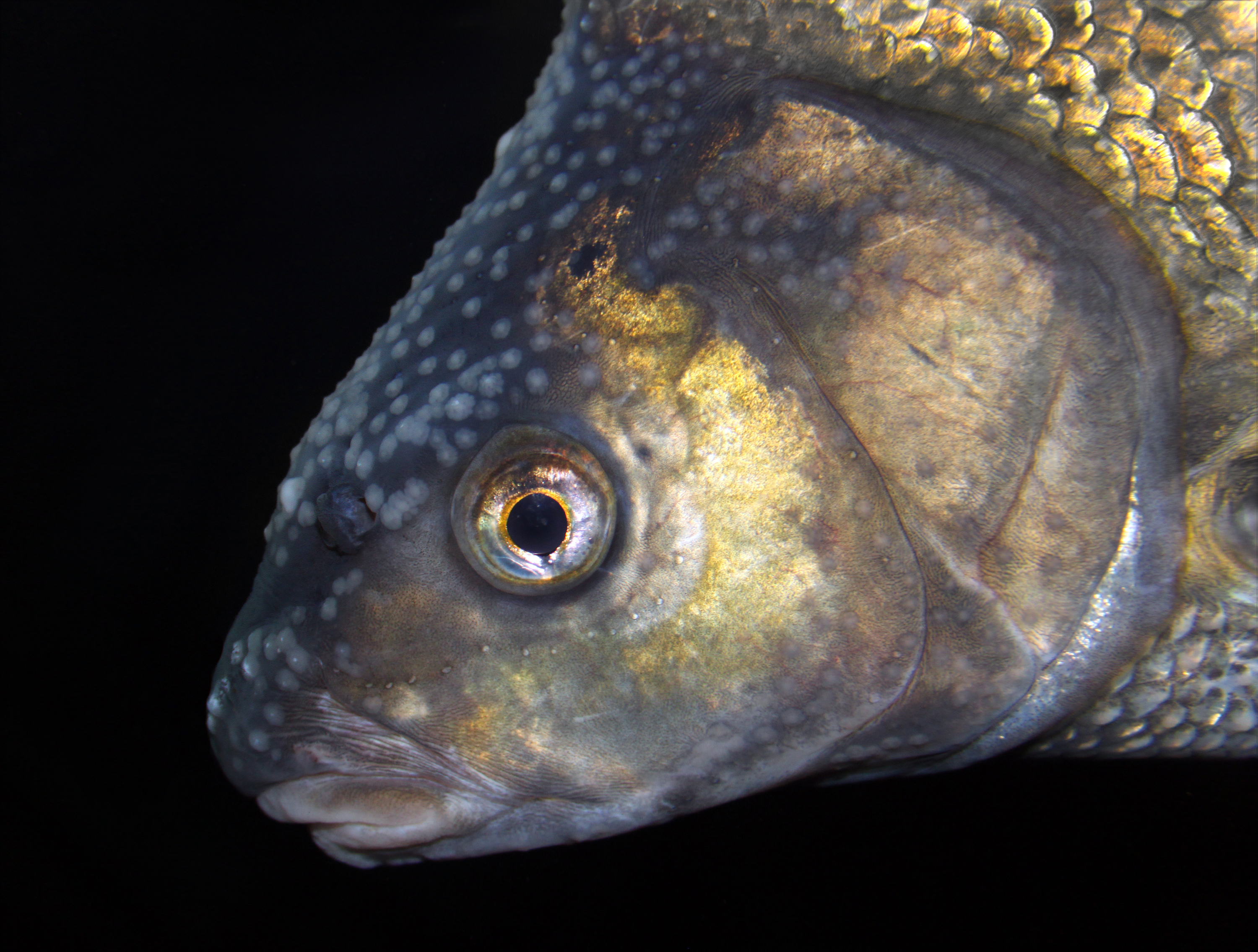
Brachse mit Laichausschlag

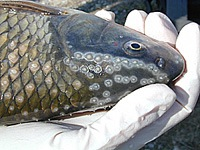
Laichausschlag bei einem Männchen des Frauennerfling

Laichausschlag ist eine bei bestimmten Fischen, insgemein bei den Männchen, in der Laichzeit auftretende Veränderung der Oberhaut. Unter den mitteleuropäischen Fischen tritt der Laichausschlag zumeist nur bei einigen männlichen Karpfenfischen (Cypriniformes) und Lachsfischen (Salmonidae) auf. Ausnahme ist z. B. der Blaufelchen, hier bekommen Rogner als auch Milchner einen Laichausschlag.
Der Laichausschlag wird von den (männlichen) Fischen unter dem Einfluss von Sexualhormonen meistens am Kopf ausgebildet. Er besteht in der Regel aus körnchen- oder bläschenförmigen, relativ harten Hautausstülpungen. Zumindest bei manchen Arten reiben die Männchen mit diesen am Leib der Weibchen, die dadurch wahrscheinlich sexuell stimuliert werden. Der Laichausschlag ist mithin keine Krankheit, und diese Hautveränderung hat auch keinen Einfluss auf die Qualität und den Geschmack des Fleisches.
Nach der Laichzeit verschwindet der Laichausschlag bis zur nächsten Laichzeit wieder.